# Gîte minéral
Pour les articles homonymes, voir Gîte.
Un gîte minéral est une masse ou un ensemble de masses minérales présentant une concentration naturelle anomale en une ou plusieurs substances minérales tels que les minerais ou les minéraux industriels. Le terme de gisement est couramment employé comme synonyme, mais sa définition est plus restrictive et est réservée aux gîtes présentant un intérêt économique.
La définition originelle de minéral des gîtes indiquait un minéral à partir duquel on peut extraire un élément métallique. Par la suite, la définition a été étendue afin d'inclure aussi les minéraux non métalliques d’importance économique. En outre, le même minéral peut être « minéral des gîtes » dans certains gisements et non dans d'autres, s'il est présent en petite concentration ou si la position géographique du gisement n'est pas favorable à son exploitation.
Les sciences qui étudient les gîtes minéraux sont la gitologie, pour l'étude naturaliste et descriptive des gîtes replacés dans leur contexte géologique, et la métallogénie pour la genèse par l'étude minéralogique, géochimique et mécanique.